# Chronologie du génocide arménien
Cette chronologie du génocide arménien présente les principaux événements liés au génocide de la plus grande partie de la population arménienne de l'empire ottoman en 1915 et 1916.

## Chronologie

### 1878
- Par le traité de San Stefano, les grands pays européens se mobilisent en faveur des Arméniens de l'Empire ottoman. L'article 16, en particulier, engage la Sublime Porte à effectuer « sans délai des améliorations et réformes exigées par les besoins locaux dans les provinces habitées par les Arméniens », et que l'armée russe a évacuées peu avant, afin de garantir de bonnes relations entre Constantinople et Saint-Pétersbourg[1].
- Le traité de Berlin reprend dans son article 61 les principales dispositions de l'article 16 du précédent traité : il appartient au pouvoir ottoman de procéder aux réformes « sans plus de retard », et de protéger les Arméniens, en particulier contre les Circassiens et les Kurdes mais il est ajouté que le pouvoir ottoman « donnera connaissance périodiquement des mesures prises à cet effet aux Puissances qui en surveilleront l'application »[2]. Cette ingérence étrangère dans ce qu'il considère comme une affaire interne de l'empire va fortement irriter le sultan - sans pour autant donner aux Puissances qui se veulent protectrices de moyens pour mettre en œuvre cette protection.

### 1880
- 30 août 1880 : Publication d'un décret interdisant aux journaux arméniens et aux auteurs des demandes officielles d’user du nom Arménie[3].

### 1894
- Été et automne 1894 : révolte arménienne dans le Sassoun. La population refuse de payer les impôts et un groupe de fedayins arméniens résistent aux troupes dépêchées sur place par le pouvoir central. Après quelques mois de guérilla dans les montagnes, les forces ottomanes (quelque 15 000 hommes sans compter les Kurdes qui se joignent aux combats) massacrent les combattants arméniens réfugiés dans la montagne, incendient et pillent les villages de la région, faisant plusieurs milliers de morts. La commission internationale chargée d'enquêter sur ces événements n'arrivera pas à réconcilier la version ottomane et kurde (les Arméniens ont attaqué les Kurdes en premiers et ont fini par brûler leurs propres villages) avec la version arménienne (les troupes gouvernementales et kurdes ont pris prétexte d'incidents mineurs pour lancer une répression tous azimuts)[4].
- 1894-1896 : Les massacres hamidiens sous le sultan Abdülhamid II font 300 000 victimes arméniennes[5].

### 1908
- Les Jeunes-Turcs arrivent au pouvoir ; leur parti, le Comité Union et Progrès (CUP ; en turc, Ittihad ve Terraki Cemiyeti, souvent abrégé en Ittihad = union), crée l'espoir d'une modernisation salutaire de l'Empire sur fond de grande réconciliation des peuples ottomans[6].
- Jusqu'en 1914 : Le Comité central du CUP prend toujours plus le contrôle du pouvoir. Les hommes forts qui mèneront le pays durant la guerre (et le génocide) assoient leur position sans partage[7].

### 1909
- Avril 1909 : les massacres d'Adana, ou massacres de Cilicie, font 30 000 morts parmi la communauté arménienne de la province[8].

### 1914
- Juillet 1914 : Réactivation de l'Organisation Spéciale (OS) (en turc : Techkilat i-Mahsoussa, organe d'infiltration de l'ennemi) créée en 1911 sous la direction du comité central de l'Ittihad[9].
- 2 novembre 1914 : jusqu'alors neutre, l'Empire ottoman entre dans la Première Guerre mondiale aux côtés des Empires centraux, Allemagne et Autriche-Hongrie, lorsque la Russie, puis le Royaume-Uni et la France, lui déclarent la guerre[10].

### 1915: Génocide arménien
- Janvier 1915 : La 3e armée ottomane d'Enver Pacha, vaincue à Sarikamish, se venge sur la population arménienne accusée de sympathie pro-russe[11].
- Février :
  - Les Arméniens incorporés dans l'armée sont désarmés et affectés à des bataillons de travail qui seront ensuite liquidés[12].
  - L'OS est redéployée sur le front intérieur et chargée exclusivement d'organiser la destruction de la population arménienne[13].
- 17 avril - mai : Résistance des Arméniens de Van au vali (gouverneur) Djevdet bey[14]. Le CUP en prend prétexte pour dénoncer la « trahison » arménienne.
- 24 avril : Arrestation, puis déportation et enfin mort de 650 intellectuels, religieux, politiques et enseignants arméniens à Constantinople[15]. Cette date, retenue pour les cérémonies de commémoration, marque le début du génocide.
- 24 mai : Déclaration des forces alliées dans laquelle elles accusent la Turquie de « crimes contre l'humanité et la civilisation ».
- 27 mai : Le Comité central du CUP passe une « Loi provisoire de déportation »[16].
- Mai à juillet : La population arménienne des provinces orientales de l'empire est transférée à pied ou plus rarement en train jusqu'au désert de Mésopotamie autour de la localité de Deir ez-Zor (camps de Deir ez-Zor). Sans nourriture, sans eau, elle est peu à peu décimée au cours de marches de la mort[17].
- Septembre : « Loi provisoire d'expropriation et de confiscation ».
  - 15 septembre : télégramme de Talaat Pacha à la préfecture d'Alep confirmant l'ordre d'extermination.

### 1916
- Les massacres se déplacent vers Ras ul-Aïn[18] (camps de Ras al-Aïn), Rakka, et le désert de Deir ez-Zor (camps de Deir ez-Zor), dernier point sur la route des caravanes des déportés[19].

### 1918
La Première Guerre mondiale s'achève : capitulation de l'Empire ottoman, allié des Puissances centrales.
- Novembre : Fuite des dirigeants Jeunes-Turcs.

### 1919
- 5 juillet : verdict du procès des Unionistes à Constantinople, condamnation à mort par contumace de Talaat Pacha, Enver Pacha, Djemal Pacha et le docteur Mehmet Nazim, principaux auteurs du génocide.
- 1919-1920 : Des cours martiales turques jugent les exécuteurs des massacres ainsi que des fonctionnaires intermédiaires.

### 1920
- 10 août : Le traité de Sèvres reconnaît dans les articles 88 à 93 de sa section VI la République arménienne et mentionne dans un article que le gouvernement ottoman reconnaît aux puissances alliées le droit de poursuive le jugement des responsables du génocide (Traité de Sèvres, Partie VII, Sanctions, Articles 226 à 230).
- Formation du mouvement nationaliste turc de Mustafa Kemal Atatürk.

### 1921
- Assassinats d'anciens ministres et membres de l'Ittihad demeurés impunis par la Fédération révolutionnaire arménienne.
- 15 mars : le dirigeant jeune-Turc Talaat Pacha est assassiné à Berlin. Son meurtrier Soghomon Tehlirian, survivant du génocide, est acquitté le 3 juin à l'issue du procès Tehlirian, tenu à Berlin qui se transforme en procès de Talaat Pacha et des génocidaires. Production en cette occasion des documents Andonian, publiés l'année précédente.
- 16 mars : traité de Moscou
- 13 octobre : traité de Kars délimitant le territoire de la République socialiste soviétique d'Arménie.

### 1923
- Traité de Lausanne remettant en cause le traité de Sèvres : le nom de l'Arménie en est absent.